# Frezarka do pni
Frezarka do pni – maszyna służąca do usuwania pniaków przez ich skrawanie do postaci zrębków.
W odróżnieniu od mulczerów, które usuwają pozostałości na powierzchni gruntu lub do małej głębokości, frezarki mogą usuwać pniak do głębokości od kilkudziesięciu centymetrów do 1,5 metra (w zależności od typu i wielkości frezarki).
Elementem roboczym może być stosunkowo wąska  tarcza o poziomej osi obrotu, wyposażona w twarde zęby lub frezu tarczowego o pionowej osi obrotu, z zębami na przedniej powierzchni oraz na powierzchni bocznej.
Tarcza o poziomej osi jest przemieszczana w poprzek pnia, zaś frez o pionowej osi obrotu opuszczany jest z góry i przemieszczany w głąb. 
W zależności od potrzeb i możliwości stosuje się frezarki różnej wielkości, od przemieszczanych ręcznie na podwoziu kołowym i napędzanych niewielkim silnikiem spalinowym, przez frezarki zawieszone na trzypunktowym zawieszeniu traktora lub wysięgniku koparki (napędzanych przez wał odbioru mocy lub hydraulicznie) do ciężkich, samobieżnych maszyn na podwoziu kołowym lub gąsienicowym, napędzanych silnikiem spalinowym o mocy rzędu 200 KM.
Użycie frezarki jest korzystne w porównaniu z karczowaniem, gdyż powoduje naruszenie znacznie mniejszego obszaru gruntu. Wyrywanie pniaka z dużą częścią systemu korzeniowego może też naruszyć przebiegające w pobliżu instalacje podziemne lub uszkodzić korzenie blisko rosnących roślin. Pozostałe po frezowaniu zrębki są łatwiejsze do utylizacji niż duże karpy.

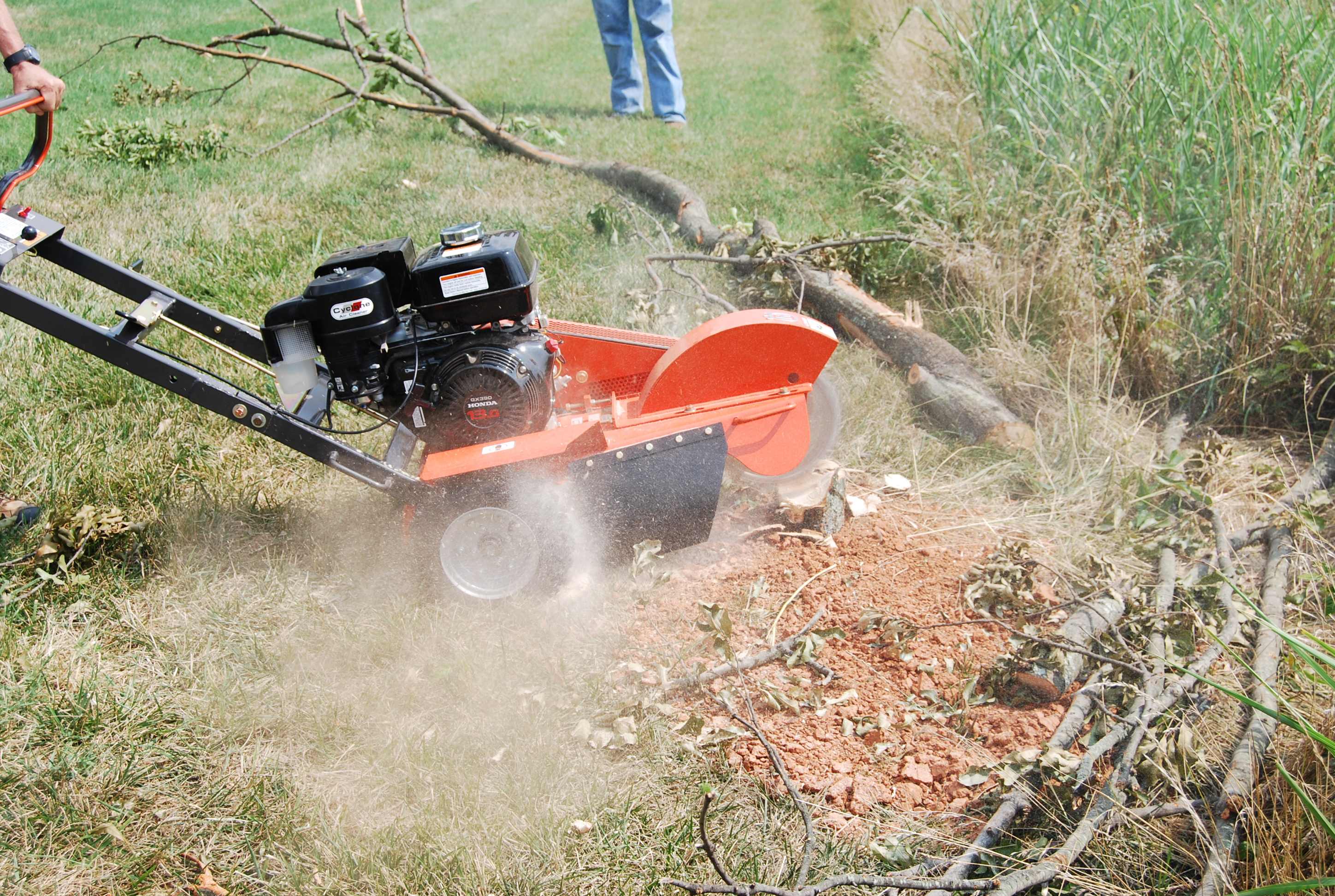
mała frezarka o poziomej osi obrotu
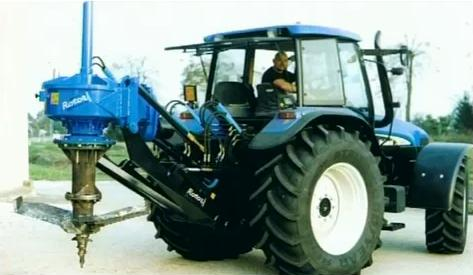
Frezarka o pionowej osi, zamocowana na ciągniku
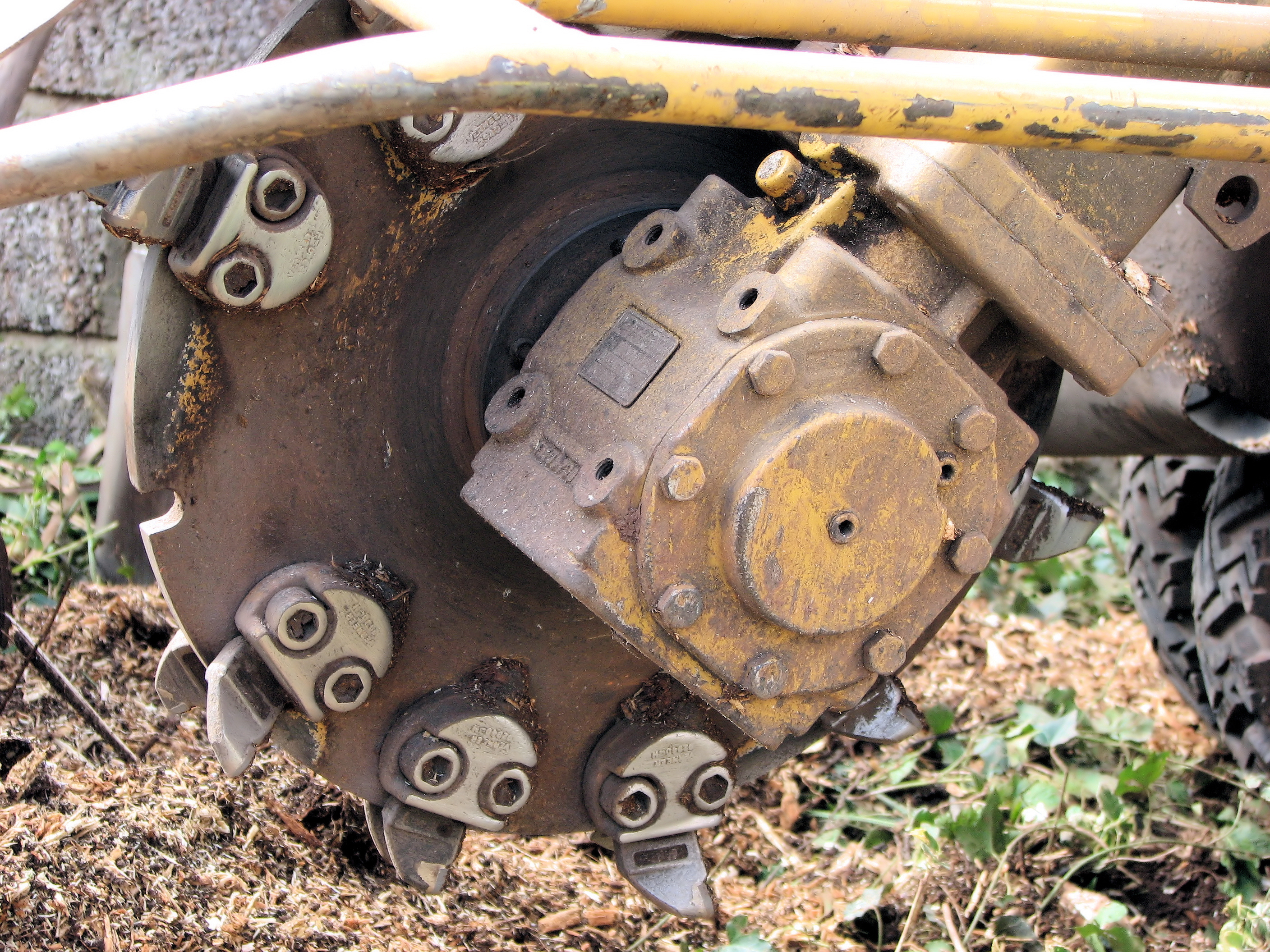
tarcza tnąca
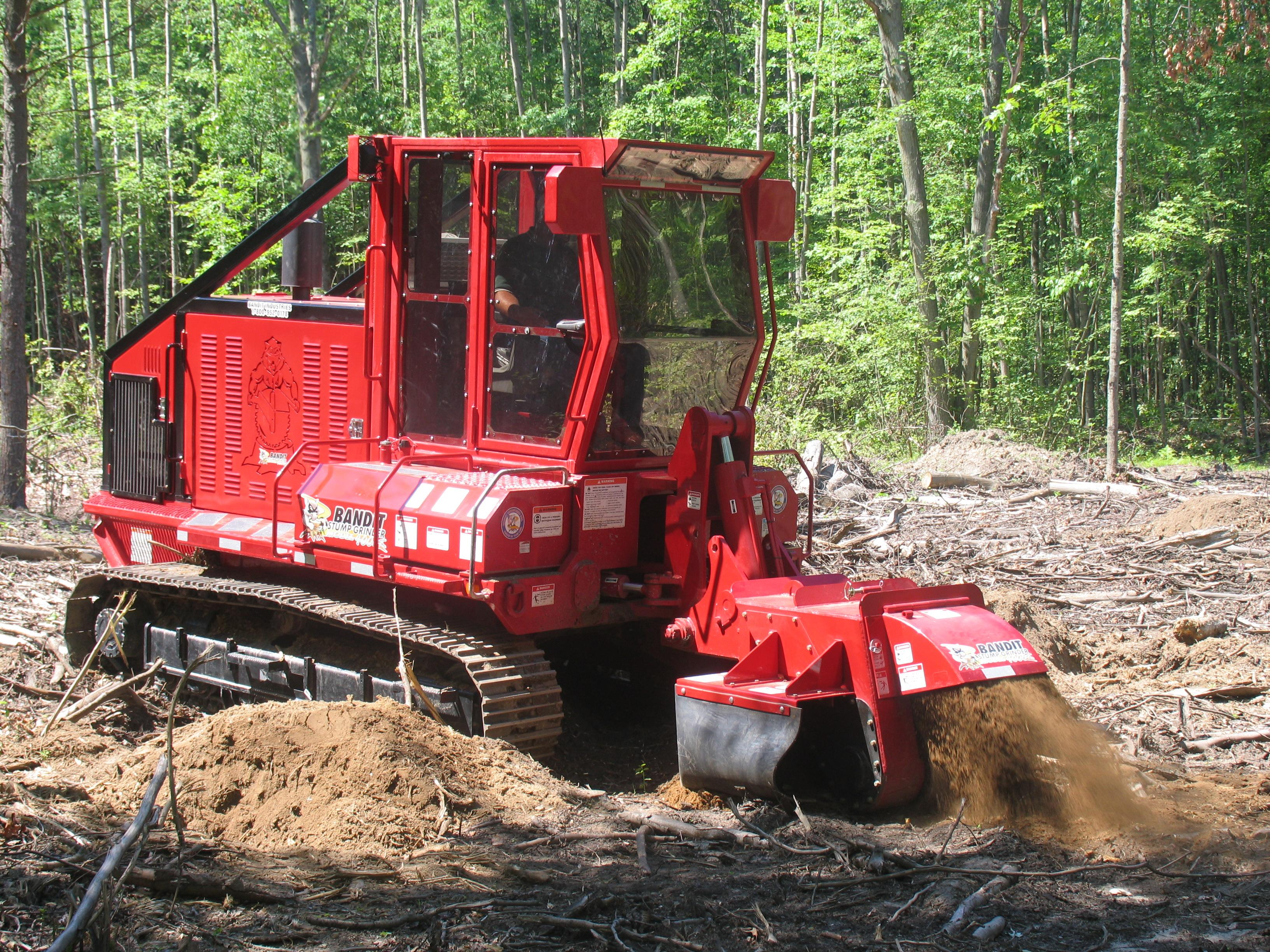
samobieżna frezarka o poziomej osi obrotu